# Jane Greer

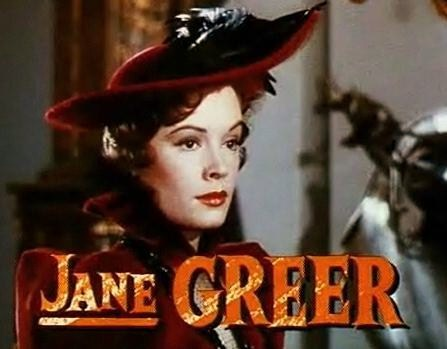
Jane Greer în The Prisoner of Zenda

Jane Greer (născută  Bettejane Greer, 9 septembrie 1924, Washington, D.C.  - d. 24 august 2001, Los Angeles, California) a fost o actriță americană.

## Filmografie
- Pan-Americana (1945) (nemenționată)
- Two O'Clock Courage (1945) (ca Bettejane Greer)
- George White's Scandals (1945) (ca Bettejane Greer)
- Dick Tracy (1945)
- The Falcon's Alibi (1946)
- Sunset Pass (1946)
- Bamboo Blonde (1946)
- Sinbad the Sailor (1947)
- They Won't Believe Me (1947)
- Out of the Past (1947)
- Station West (1948)
- The Big Steal (1949)
- The Company She Keeps (1951)
- You're in the Navy Now (1951)
- Down Among the Sheltering Palms (1952)
- You for Me (1952)
- The Prisoner of Zenda (1952)
- Desperate Search (1952)
- The Clown (1953)
- Run for the Sun (1956)
- Man of a Thousand Faces (1957)
- Where Love Has Gone (1964)
- Billie (1965)
- The Outfit (1973)
- Columbo: Troubled Waters (1975) (TV)
- The Shadow Riders (1982) (TV)
- Against All Odds (1984)
- Just Between Friends (1986)
- Immediate Family (1989)
- Perfect Mate (1996)

## Legături externe
- Jane Greer la Internet Movie Database
- Jane Greer la Find a Grave

1. ↑  IdRef, accesat în 11 mai 2020
2. ↑  Czech National Authority Database, accesat în 1 martie 2022